# Пол Дамметт
Пол Дамметт (англ. Paul Dummett, нар. 26 вересня 1991, Ньюкасл-апон-Тайн) — валлійський футболіст, захисник. Виступав, зокрема, за «Ньюкасл Юнайтед», а також національну збірну Уельсу.

## Клубна кар'єра
Народився 26 вересня 1991 року в місті Ньюкасл-апон-Тайн в родині валлійця та англійки. Вихованець футбольної школи клубу «Ньюкасл Юнайтед». У березні 2012 року був відданий в оренду в «Гейтсгед» з Національної Конференції, де пробув до кінця сезону. Влітку 2012 року перейшов на правах оренди до шотландського «Сент-Міррена», з яким виграв Кубок шотландської ліги.

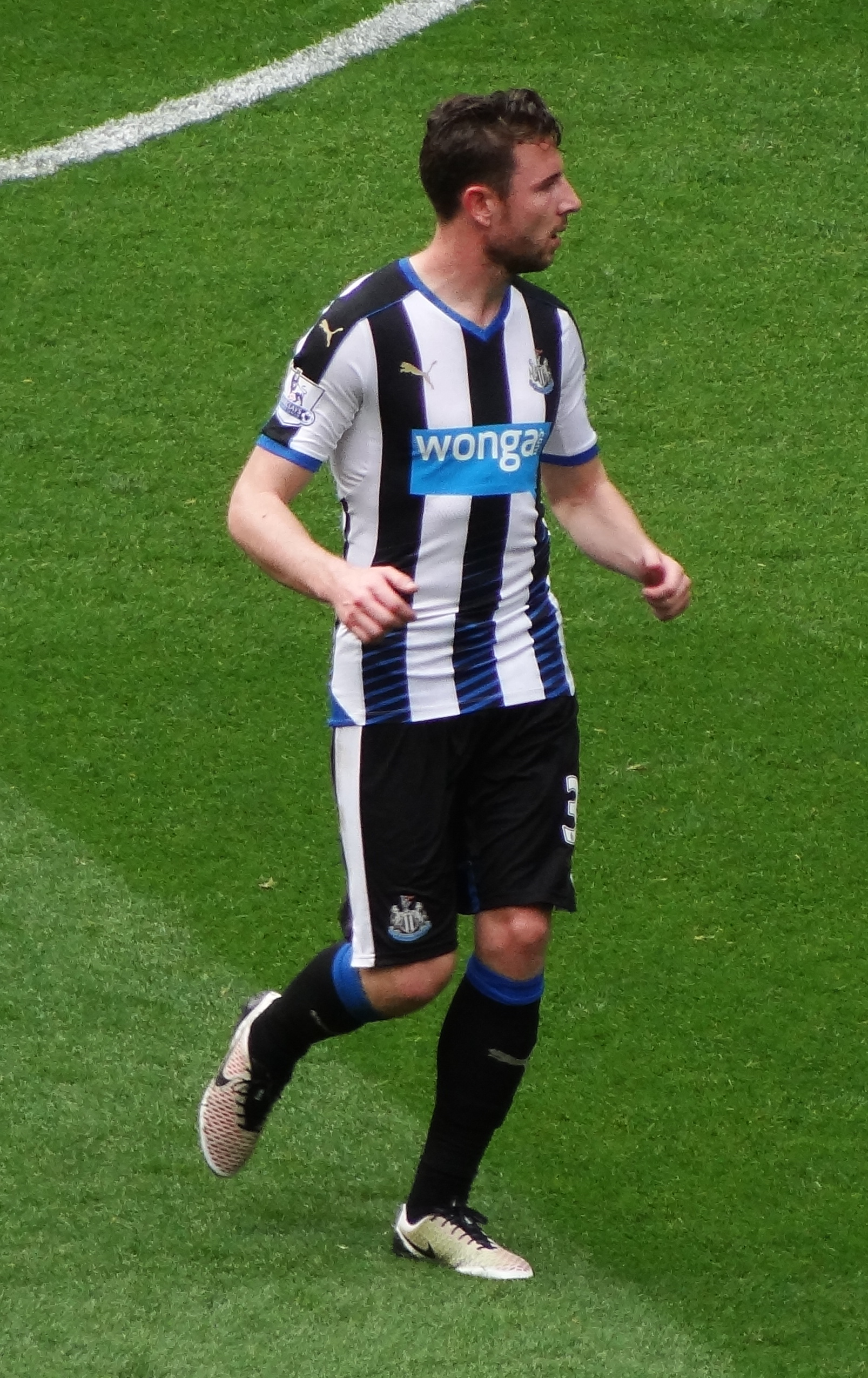
Пол Дамметт під час виступів за «Ньюкасл Юнайтед». 2016 рік.

У липні 2013 року повернувся з оренди в «Ньюкасл Юнайтед» і дебютував за клуб у Прем'єр-лізі у першому матчі сезону 2013/14 проти «Манчестер Сіті» (0:4). Пол вийшов на заміну замість нападника Йоана Гуффрана в перерві зустрічі, оскільки перший тайм «сороки» догравали вдесятьох через вилучення захисника Стівена Тейлора. Перший гол у Прем'єр-лізі забив 19 жовтня 2013 року у матчі проти «Ліверпуля» (2:2). Всього у дебютному сезоні за клуб провів 18 ігор в АПЛ, посівши з командою 10 місце, а в наступні два сезони результати «Ньюкасла» пішли на спад — спочатку вони посіли 15-е, а потім 18-е місце, що означало, що клуб вилетів до Чемпіоншипу. Там у сезоні 2016/17 він був у стартовому складі в 44 з 46 матчів, коли клуб одразу став чемпіоном Чемпіоншипа і повернувся до еліти. Після 2019 року його роль стала меншою, а після того, як консорціум із Саудівської Аравії купив «Ньюкасл» наприкінці 2021 року, стала незначною. Тим не менш 5 травня 2022 року Дамметт підписав з клубом новий контракт на один рік, а 9 липня 2023 року продовжив контракт ще на один рік. 29 травня 2024 року «Ньюкасл» оголосив, що Дамметт покине клуб після закінчення терміну дії контракту, який закінчився в липні того ж року. Загалом відіграв за команду з Ньюкасла 196 матчів за клуб в національному чемпіонаті.

## Виступи за збірні
Дамметт народився в Англії, але також мав право грати в збірну Уельсу, оскільки його дідусь був з Уельсу. Тому 2008 року він дебютував у складі юнацької збірної Уельсу (U-19), загалом на юнацькому рівні взяв участь у 7 іграх.
Протягом 2010—2012 років залучався до складу молодіжної збірної Уельсу. На молодіжному рівні зіграв у 3 офіційних матчах.
4 червня 2014 року дебютував в офіційних іграх у складі національної збірної Уельсу в товариському матчі проти збірної Нідерландів (0:2). За десять хвилин до кінця він замінив Ніла Тейлора. Потім йому довелося чекати п'ятнадцять місяців на його наступну появу в національній збірній, коли 13 листопада 2015 року він знову зіграв у товариському матчі проти Нідерландів. 
У травні 2016 року Дамметт був включений до розширеної заявки з 29 гравців до Євро-2016, але став одним серед шести гравців, яких виключили з фінального складу на Євро-2016.
У другій половині 2018 року він повернувся до збірної і двічі зіграв у рамках Ліги націй УЄФА та ще в одному товариському матчі проти Тринідаду і Тобаго в березні 2019 року, яка стала останньою п'ятою грою за збірну.
| Дата       | Місто     | Господарі  | Результат | Гості             | Турнір                               | Голи | Примітки |
| ---------- | --------- | ---------- | --------- | ----------------- | ------------------------------------ | ---- | -------- |
| 4-6-2014   | Амстердам | Нідерланди | 2 – 0     | Уельс             | товариський матч                     | -    | 83'      |
| 13-11-2015 | Кардіфф   | Уельс      | 2 – 3     | Нідерланди        | товариський матч                     | -    | 65'      |
| 6-9-2018   | Кардіфф   | Уельс      | 4 – 1     | Ірландія          | Ліга націй УЄФА 2018-2019 - 1-й етап | -    | 81'      |
| 16-11-2018 | Кардіфф   | Уельс      | 1 – 2     | Данія             | Ліга націй УЄФА 2018-2019 - 1-й етап | -    | 38'      |
| 20-3-2019  | Рексем    | Уельс      | 1 – 0     | Тринідад і Тобаго | товариський матч                     | -    | 61'      |
| Усього     |           | Матчів     | 5         |                   | Голів                                | 0    |          |

## Титули і досягнення
- Переможець Чемпіонату Футбольної ліги (1):

«Ньюкасл Юнайтед»: 2016/17